# 月状沟
月状沟（英文：Lunate sulcus）是大脑枕叶的一条脑沟，存在于人脑以及猿、猴的脑中。该结构是初级视觉皮层（V1）以及次级视觉皮层（V2）之间的过渡带。月状沟由英国解剖学家格拉夫顿·E·史密斯于20世纪初发现。

## 进化结构
与黑猩猩的大脑相比较，人脑中的月状沟在结构上更加靠后——月状沟前方的区域由于进化而扩展。有假说认为，进化压力使得人脑结构进行了重组，以发展出语言功能。这种重组体现在人体早期发育过程中，因此可能与一些青少年的遗觉记忆（影像记忆）有关。生物学研究表明，月状沟可出现白质的增长。